# Eva Dawes
Eva Dawes   (Toronto, 17 de setembre de 1912 - Thames Ditton, 30 de maig de 2009) va ser una atleta canadenca, especialista en el salt d'alçada, que va competir durant les dècades de 1920 i 1930.
El 1926, amb tan sols 14 anys, guanyà el seu primer campionat nacional de salt d'alçada. Repetiria triomfs entre 1932 i 1935. També aconseguí tres rècords nacionals de l'especialitat.
El 1932 va prendre part en els Jocs Olímpics de Los Angeles, on va guanyar la medalla de bronze en la prova del salt d'alçada del programa d'atletisme. No va participar en els Jocs d'Amsterdam de 1928, per ser massa jove, ni als de Berlín de 1936, perquè els va boicotejar.
El 1937 es casà amb Arthur Spinks i es traslladà a viure a Anglaterra, on va viure la resta de la seva vida.

## Millors marques
- Salt d'alçada. 1,60 metres (1932)[1][2]